# Club Deportivo Sport Loreto
Il Club Deportivo Sport Loreto, noto semplicemente come Sport Loreto, è una società calcistica peruviana con sede nella città di Pucallpa. Milita in Copa Perú, terza serie del campionato peruviano di calcio.

## Storia
Il club è stato fondato nella città di Pucallpa il 3 settembre 1939 da un gruppo di giovani. Il suo primo presidente fu Visitación Ríos, mentre la prima sede del club fu nella sua abitazione situata all'incrocio tra le vie Atahualpa e Raimondi.
Nella Copa Perú del 2006, il club si qualificò alla fase regionale, ma fu eliminato dal Colegio Nacional Iquitos e dall'Hospital.
Nella Copa Perú del 2013, il club raggiunse la fase nazionale, ma fu eliminato dall'Unión Huaral nei quarti di finale.
Nella Copa Perú del 2014, il club ha sconfitto in finale il Fuerza Minera, ottenendo la promozione in massima serie.
Nel Campionato Descentralizado del 2015, il club è retrocesso in  Segunda División peruviana per la stagione 2016.

## Allenatori
Di seguito l'elenco degli allenatori dello Sport Loreto.
- 2013  Paolo Bossi
- 2014  José Ramírez Cubas
- 2015  César Tabares
 Jovino Reátegui
 Javier Arce
- 2015-2016  Jovino Reátegui
- 2016  Cristian Ferlauto
- 2017  Guillermo Esteves

## Palmares

### Competizioni nazionali
- Copa Perú: 1

2014

### Competizioni regionali
- Lega dipartimentale di Loreto: 1

1973
- Lega dipartimentale di Ucayali: 3

2006, 2013, 2014

## Organico
Aggiornato al 2016.
| N. |                      | Ruolo | Calciatore        |
| -- | -------------------- | ----- | ----------------- |
| 1  | Perù (bandiera)      | P     | Eduardo Figueroa  |
| 2  | Perù (bandiera)      | D     | Becker Curay      |
| 3  | Paraguay (bandiera)  | D     | Cristian Enciso   |
| 4  | Perù (bandiera)      | D     | Anthony Velja     |
| 5  | Perù (bandiera)      | C     | Junior Castrillón |
| 7  | Perù (bandiera)      | C     | Junior Nuñez      |
| 8  | Perù (bandiera)      | C     | Wilber Huaynacari |
| 10 | Argentina (bandiera) | C     | Nelson González   |
| 11 | Perù (bandiera)      | C     | Yves Roach        |
| 12 | Perù (bandiera)      | P     | Robinson Matamoro |
| 14 | Perù (bandiera)      | C     | Daniel Hidalgo    |
| 17 | Perù (bandiera)      | A     | Ángelo Cruzado    |

| N. |                      | Ruolo | Calciatore                |
| -- | -------------------- | ----- | ------------------------- |
| 20 | Perù (bandiera)      | C     | Romario Bardales          |
| 23 | Perù (bandiera)      | C     | Daniel Sánchez            |
| 24 | Perù (bandiera)      | D     | Lee Andonaire             |
| 28 | Argentina (bandiera) | A     | Elián Abdala              |
| 29 | Perù (bandiera)      | C     | Gustavo Stagnaro          |
| 30 | Perù (bandiera)      | D     | José Granda               |
|    | Perù (bandiera)      | D     | Kevin Chávez (calciatore) |
|    | Perù (bandiera)      | D     | César Mogollón            |
|    | Perù (bandiera)      | D     | Cristhian Ventura         |
|    | Perù (bandiera)      | C     | Luiggi Muchotrigo         |
|    | Perù (bandiera)      | C     | Ricardo Uribe             |
|    | Perù (bandiera)      | A     | Wilger Saboya             |